# Ielena Khoudachova
Ielena Khoudachova (en russe : Елена Анатольевна Худашова ; en français : Elena Anatolevna Khoudachova), née le 10 juillet 1965 à Khabarovsk, en RSFS de Russie, est une joueuse soviétique et russe de basket-ball. Elle évoluait au poste de pivot.

## Biographie
En 1995, elle remporte la coupe Ronchetti avec le club français de Bourges.
Elle épouse le président du club de Challes, Jean-Claude Clanet, et ils ont une fille Katia Clanet.

## Palmarès
- 3e aux Jeux olympiques 1988
- Championne olympique 1992
- Finaliste du championnat du monde 1998
- Championne d'Europe 1987
- Championne d'Europe 1989
- Troisième du Championnat d'Europe 1999
- Finaliste du Championnat d'Europe 2001